# Furni
Le isole di Furni (in greco: Φούρνοι Κορσέων, Fournoi Korseon) sono un arcipelago di piccole isole greche nel Mar Egeo, fra le isole di Icaria, di Samo e di Patmo; Furni è anche il nome dell'isola principale.
Dal punto di vista amministrativo l'arcipelago costituisce un comune della periferia dell'Egeo Settentrionale (unità periferica di Icaria) con 1.469 abitanti al censimento 2001
Le uniche isole abitate sono Furni, Thimena e Ágios Minás.

## Storia
Furni è stata abitata dopo il I secolo a.C.. Una delle più importanti scoperte archeologiche è un sarcofago romano rinvenuto nel 1927 ed esposto sulla piazza principale.

## Economia
La maggioranza degli abitanti vive di pesca, rifornendo il mercato ittico di Atene. Altri vivono di agricoltura e di turismo.

## Comunicazioni
Le isole sono accessibili solo per mare dalle vicine isole di Icaria e di Samo, con più collegamenti settimanali. Dal 2008, il traghetto che collega Samo al Pireo effettua uno scalo a Furni. Le comunicazioni sono sovente interrotte in inverno (generalmente da novembre ad aprile) per le condizioni meteorologiche avverse, soprattutto per i venti impetuosi.

## Località
L'isola principale di Furni ha una popolazione di 1 326 abitanti (censimento del 2001), pari a più del 90% della popolazione del piccolo arcipelago. Sono abitate anche le isole di Agios Minas e Thimena.
| Località                 | Popolazione | Isola                |
| ------------------------ | ----------- | -------------------- |
| Ágios Minás              | 3           | Ágios Minás          |
| Alatonísi                | 0           | Alatonísi            |
| Makros Anthropofagos     | 0           | Makros Anthropofagos |
| Ágios Ioánnis Thermastís | 33          | Furni                |
| Balí                     | 35          | Furni                |
| Chrysomiléa              | 93          | Furni                |
| Dafnoliés                | 17          | Furni                |
| Foúrnoi                  | 1 033       | Furni                |
| Kamári                   | 35          | Furni                |
| Kampí Foúrnon            | 24          | Furni                |
| Kampí Khrysomiléas       | 40          | Furni                |
| Kerameidoú               | 12          | Furni                |
| Plagiá                   | 4           | Furni                |
| Kisiriá                  | 0           | Kisiriá              |
| Makronísi                | 0           | Makronísi            |
| Mikros Anthropofagos     | 0           | Mikros Anthropofagos |
| Petrokáravo              | 0           | Petrokáravo          |
| Pláka                    | 0           | Pláka                |
| Plakáki                  | 0           | Plakáki              |
| Stroggyló                | 0           | Stroggyló            |
| Thýmaina                 | 140         | Thimena              |
| Thymaináki               | 0           | Thymaináki           |